# IC 5197
IC 5197 је спирална галаксија у сазвјежђу Тукан која се налази на листи објеката дубоког неба у Индекс каталогу.
Деклинација објекта је - 60° 8' 11" а ректасцензија 22h 19m 49,4s. Привидна величина (магнитуда) објекта IC 5197 износи 14,2 а фотографска магнитуда 15,0. IC 5197 је још познат и под ознакама ESO 146-19, PGC 68584.